# Niko Kari
Niko Kari (Hyvinkää, 6 oktober 1999) is een Fins autocoureur. In 2016 en 2017 was hij lid van het Red Bull Junior Team.

## Carrière
Kari begon zijn autosportcarrière in het karting in 2009 en nam in 2010 deel aan zijn eerste race. Tot 2013 nam hij deel aan verschillende Finse kampioenschappen, en in 2011 reed hij voor het eerst in een internationaal kampioenschap. In 2014 stapte hij over naar het CIK-FIA European KF Championship, waarin hij vijfde werd in de eindstand. In 2013 en 2014 werd hij door de Finse autosportbond verkozen tot beste nationale karter.
In 2015 stapte Kari over naar het formuleracing, waarbij hij zijn Formule 4-debuut maakte in het door Koiranen Motorsport georganiseerde SMP Formule 4-kampioenschap. Hij won zeven races en werd drie races voor het einde van het seizoen kampioen met 449 punten.
In 2016 werd Kari opgenomen in het Red Bull Junior Team, het opleidingsprogramma van het Formule 1-team Red Bull Racing. Als onderdeel hiervan nam hij in 2016 deel aan het Europees Formule 3-kampioenschap voor het team Motopark. Hij won één race op het Autodromo Enzo e Dino Ferrari en met vier andere podiumplaatsen werd hij tiende in het kampioenschap met 129 punten. In de Masters of Formula 3 van dat jaar eindigde hij achter zijn teamgenoot Joel Eriksson als tweede. Hiernaast nam hij dat jaar tijdens het raceweekend op Spa-Francorchamps het zitje over van Ralph Boschung bij Koiranen GP in de GP3 Series.
In 2017 maakte Kari de fulltime overstap naar de GP3, waarin hij voor het team Arden International ging rijden. Hij kende een enigszins teleurstellend seizoen, maar in het laatste raceweekend op het Yas Marina Circuit behaalde hij zijn eerste overwinning in het kampioenschap, waardoor hij tiende werd in de eindstand met 63 punten.
In 2018 heeft Kari zijn steun van het Red Bull Junior Team verloren. Desondanks blijft hij actief in de GP3, waarin hij overstapt naar het nieuwe team MP Motorsport. Een zesde plaats tijdens het eerste raceweekend op het Circuit de Barcelona-Catalunya was zijn beste resultaat, waarmee hij zeventiende werd in de eindstand. De laatste twee raceweekenden van dit kampioenschap moest hij echter missen omdat hij door MP werd opgeroepen om de vertrokken Ralph Boschung te vervangen bij hun Formule 2-team. In deze vier races kwam hij slechts eenmaal aan de finish met een vijftiende plaats op het Yas Marina Circuit.
In 2019 werd de GP3 vervangen door het nieuwe FIA Formule 3-kampioenschap, waar Kari aan deelnam voor het team Trident. Hij kende een redelijk seizoen met twee podiumplaatsen in de seizoensopener in Barcelona en de seizoensfinale op het Sochi Autodrom, maar in de rest van het seizoen behaalde hij slechts drie puntenfinishes. Met 36 punten werd hij twaalfde in de eindstand. Daarnaast reed hij voor KIC Motorsport in de seizoensfinale van het Formula Regional European Championship op het Autodromo Nazionale Monza en behaalde hier drie top 8-finishes.
In 2020 zou Kari actief blijven in de FIA Formule 3 bij het team Charouz Racing System, maar een week voor de seizoensstart werd hij vervangen door Roman Staněk. In plaats daarvan reed hij in de LMP3-klasse van de European Le Mans Series voor EuroInternational. Hij behaalde twee podiumplaatsen op Spa en Monza en werd met 55 punten vierde in het eindklassement.
In 2021 reed Kari geen races, maar in 2022 keert hij terug in de FIA Formule 3 om voor het team Jenzer Motorsport deel te nemen aan de openingsronde op het Bahrain International Circuit. Hierna verliep zijn contract en werd hij vervangen door Federico Malvestiti.